# Derby Industrial Museum

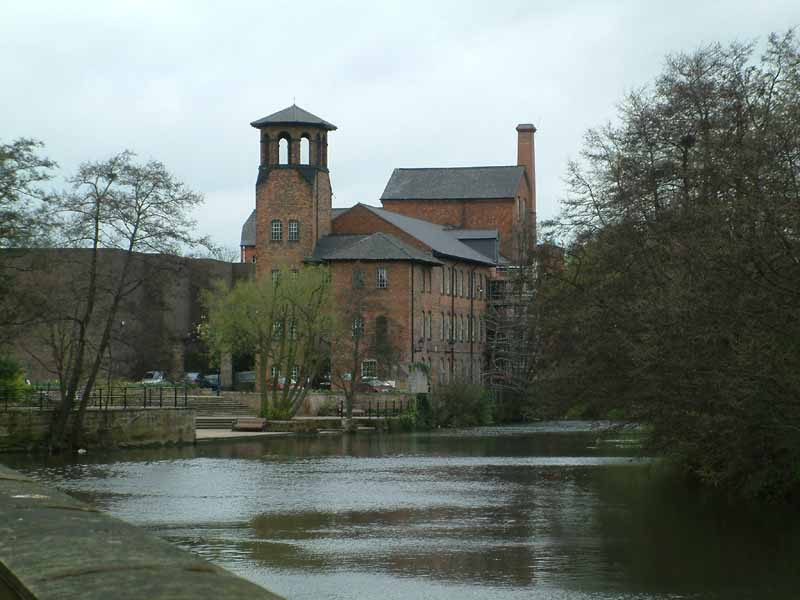
Vista exterior del museo.

El Derby Industrial Museum («Museo Industrial de Derby»), llamado The Silk Mill («la fábrica de seda»), es un museo de la industria y de historia situado en una antigua fábrica de seda, en Derby, Inglaterra. El museo se encontraba bajo amenaza de ser cerrado en 2011.